# Grijskopboszanger
De grijskopboszanger (Phylloscopus xanthoschistos synoniem: Seisercus xanthoschistos) is een zangvogel uit de familie Phylloscopidae.

## Verspreiding en leefgebied
Deze soort telt 4 ondersoorten:
- P. x. xanthoschistos: westelijk en centraal Nepal.
- P. x. jerdoni: oostelijk Nepal en zuidwestelijk China tot noordoostelijk India.
- P. x. flavogularis: noordoostelijk India, zuidelijk China en noordelijk Myanmar.
- P. x. tephrodiras: noordoostelijk India en westelijk Myanmar.